# Hát cho ngày mai
Hát cho ngày mai là một chương trình truyền hình thực tế về âm nhạc được phát sóng trên kênh HTV7 từ ngày 28 tháng 11 năm 2021 đến ngày 10 tháng 7 năm 2022 và được phát lại trên nhiều kênh truyền hình địa phương khác. Đây là chương trình âm nhạc vì cộng đồng đầu tiên tại Việt Nam nhằm tôn vinh lực lượng tuyến đầu chống đại dịch COVID-19. Quyền Linh là người dẫn chương trình xuyên suốt, cùng với hai giám khảo cố định Cẩm Ly, Vũ Quốc Việt và các giám khảo khách mời có chuyên môn về âm nhạc thay đổi theo từng tập sẽ trực tiếp nhận xét, đánh giá và chấm điểm cho các thí sinh.

## Định dạng
Mỗi tập phát sóng có ba thí sinh (đôi khi là bốn thí sinh) tham gia, là những người có mong muốn giúp đỡ những hoàn cảnh khó khăn sau đại dịch COVID-19. Có 8 chiếc micro được đặt trên sân khấu, mỗi chiếc tương ứng một giá trị giải thưởng từ 0 đến 40 triệu đồng. Trước khi bắt đầu, mỗi thí sinh lựa chọn một chiếc micro và số tiền trong chiếc micro này được tiết lộ khi thí sinh đó dừng cuộc chơi.
Chương trình có tất cả ba vòng thi. Ở vòng 1, khán giả sẽ được nghe những câu chuyện mà thí sinh được chứng kiến trong thời điểm tham gia chống dịch hoặc về một hoàn cảnh cụ thể mà thí sinh đó mong muốn giúp đỡ. Thí sinh sau đó trình diễn một tiết mục do họ tự chọn, và ban giám khảo chọn ra hai thí sinh bước tiếp vào vòng 2.
Tại vòng 2, mỗi thí sinh tiếp tục thể hiện một tiết mục mà thí sinh tự chọn. Ban giám khảo chọn một thí sinh duy nhất để bước vào vòng 3.
Ở vòng 3, thí sinh xuất sắc nhất sẽ hát cùng với một hoặc nhiều giám khảo/thí sinh khác. Kết thúc phần thể hiện của mình, ban giám khảo lựa chọn một trong ba chiếc micro chứa ẩn số x1 (nhân 1), x2 (nhân 2) và x3 (nhân 3), số tiền của thí sinh được nhân với hệ số trong chiếc micro mà ban giám khảo lựa chọn.

## Sản xuất
Chương trình Hát cho ngày mai với format hoàn toàn mới đã ra đời trong hoàn cảnh khó khăn do diễn biến phức tạp của đại dịch COVID-19. Theo chia sẻ của nhà sản xuất chương trình, đây là nơi khán giả có thể gặp gỡ và lắng nghe câu chuyện của những người trong cuộc, là những người đã và đang ở tuyến đầu chống dịch như các bác sĩ, y tá, điều dưỡng, công an, chiến sĩ, tình nguyện viên...; đồng thời, khán giả cũng được lắng nghe những thông điệp từ những tiết mục mà họ thể hiện. Các thí sinh tham gia chương trình cũng sẽ được chương trình cung cấp một khoản tiền nhỏ để có thêm điều kiện giúp đỡ những gia đình và những hoàn cảnh khó khăn khác.
Nghệ sĩ Quyền Linh quyết định đồng hành với chương trình mặc dù cho biết đã khá lâu anh không nhận thêm chương trình mới vì "quá tải". Theo ban tổ chức, anh là một trong những nhân vật tiêu biểu trong các hoạt động cộng đồng. Trong giai đoạn người dân ở nhà chống dịch, Quyền Linh đi tới khắp các con đường, ngõ hẻm và trao tới tay bà con từng bao gạo, gói mì giúp họ vượt qua giai đoạn khó khăn.
Chương trình đã thu hút hàng trăm thí sinh là các y bác sĩ, công an, bộ đội, các nhóm thiện nguyện, tình nguyện viên... đăng ký tham gia. Trong số đó, có nhiều thí sinh từng thu hút sự chú ý của cộng đồng mạng với những hành động ý nghĩa, thiết thực trong công tác chống dịch như bác sĩ Đặng Minh Hiệu (Bệnh viện Đại học Y Dược Thành phố Hồ Chí Minh), tình nguyện viên Hà Ngọc Trường và Nguyễn Ngọc Bảo. Theo tiết lộ từ nhà sản xuất, họ đã theo chân đội ngũ y bác sĩ vào các bệnh viện dã chiến để ghi hình nhằm mang đến cho khán giả những thước phim chân thật nhất, sống động nhất.
Mặc dù ban đầu chương trình chỉ dự kiến sản xuất 18 tập, nhưng với sự đón nhận của khán giả truyền hình, đơn vị sản xuất chương trình đã nâng số tập phát sóng của mùa đầu tiên lên 33 tập.
Chương trình được Đài Truyền hình Thành phố Hồ Chí Minh phối hợp với công ty Golden Moon thực hiện, với sự đồng hành của thương hiệu Hoa Sen Home (thuộc tập đoàn Hoa Sen).

## Phát sóng
Hát cho ngày mai lên sóng tập đầu tiên vào ngày 28 tháng 11 năm 2021. Chương trình được phát sóng vào lúc 19:30 chủ nhật hàng tuần trên kênh HTV7 và được công chiếu lúc 20:00 cùng ngày trên kênh YouTube chính thức của nhà sản xuất (Golden Moon Network). Chương trình còn được phát lại trên nhiều kênh của các đài phát thanh - truyền hình địa phương.

## Các tập phát sóng
| Tập | Ngày phát sóng       | Giám khảo khách mời | Thí sinh (Số tiền nhận được (đồng) và nhân hệ số) | Các tiết mục thể hiện | TK                                           |
| --- | -------------------- | --- | --- | --- | -------------------------------------------- |
| 1   | 28 tháng 11 năm 2021 | Quỳnh Hoa | 1. Nguyễn Phương Thảo (40.000.000 - 20.000.000 x2) 2. Đặng Thị Như Ý (25.000.000) 3. Nguyễn Thị Cẩm Vân (40.000.000) | Danh sách tiết mục Tiết mục mở màn: - Cẩm Ly - "Mười thương miền Tây" (Minh Vy) Vòng 1: - Như Ý - "Sài Gòn đẹp lắm" (Y Vân) - Phương Thảo - "Mẹ" (nhạc: Phan Long, thơ: Đoàn Ngọc Thu) - Cẩm Vân - "Chút kỷ niệm buồn" (Tô Thanh Sơn) Vòng 2: - Như Ý - "Đêm thành phố đầy sao" (Trần Long Ẩn) - Phương Thảo - "Còn đó chút hồng phai" (Vũ Quốc Việt) Vòng 3: - Quỳnh Hoa và Phương Thảo - "Thương quá Việt Nam" (Phạm Thế Mỹ) | [ 11 ] [ 12 ] [ 13 ] [ 14 ]                  |
| 2   | 5 tháng 12 năm 2021  | Phương Thanh | 1. Đặng Minh Hiệu (50.000.000 - 25.000.000 x2) 2. Võ Thị Út Mười (15.000.000) 3. Nguyễn Minh Tiền Nhiều (35.000.000) | Danh sách tiết mục Vòng 1: - Tiền Nhiều - "Hát mãi khúc quân hành" (Diệp Minh Tuyền) - Minh Hiệu - "Người đàn bà hóa đá" (Trần Lập) - Út Mười - "Mẹ tôi" (Minh Vy) Vòng 2: - Minh Hiệu - "Sợ yêu" (Hoàng Nhã) - Út Mười - "Ngợi ca quê hương em" (Thanh Sơn) Vòng 3: - Phương Thanh và Minh Hiệu - "Đêm lao xao" (Tường Vân) | [ 15 ] [ 16 ]                                |
| 3   | 12 tháng 12 năm 2021 | Ưng Hoàng Phúc | 1. Hồ Quốc Pháp (30.000.000 - 30.000.000 x1) 2. Nguyễn Ngọc Minh (25.000.000) 3. Nguyễn Ngọc Bảo (20.000.000) | Danh sách tiết mục Vòng 1: - Quốc Pháp - "Mãi mãi" (Nhạc ngoại, lời Việt: Hoài An) - Ngọc Bảo - "Lỡ hẹn" (Hồng Xương Long) - Ngọc Minh - "Chiều một mình qua phố" (Trịnh Công Sơn) Vòng 2: - Quốc Pháp - "Thành phố tình yêu và nỗi nhớ" (Phạm Minh Tuấn) - Ngọc Minh - "Và tôi cũng yêu em" (Đức Huy) Vòng 3: - Ưng Hoàng Phúc, Quốc Pháp và Ngọc Minh - "Người thứ ba" (Nguyễn Hoài Anh) | [ 17 ] [ 18 ] [ 19 ] [ 20 ]                  |
| 4   | 19 tháng 12 năm 2021 | Quỳnh Hoa (2) | 1. Đoàn Thị Huyền Trân (70.000.000 - 35.000.000 x2) 2. Chu Văn Huân (15.000.000) 3. Trần Thanh Hằng (30.000.000) | Danh sách tiết mục Vòng 1: - Văn Huân - "Chiếc khăn gió ấm" (Nguyễn Văn Chung) - Thanh Hằng - "Nơi tình yêu bắt đầu" (Tiến Minh) - Huyền Trân - "Còn tuổi nào cho em" (Trịnh Công Sơn) Vòng 2: - Huyền Trân - "Aline" (Christophe) - Văn Huân - "Áo hoa bên người" (Nhạc Hoa lời Việt: Lê Minh Kha) Vòng 3: - Quỳnh Hoa và Huyền Trân - "Người thứ ba" (Nguyễn Hoài Anh, guitar: Vũ Quốc Việt) | [ 21 ] [ 22 ] [ 23 ] [ 24 ] [ 25 ]           |
| 5   | 26 tháng 12 năm 2021 | Mỹ Linh | 1. Nguyễn Thị Thu (80.000.000 - 40.000.000 x2) 2. Hoàng Anh (30.000.000) 3. Vũ Thị Chinh (15.000.000) | Danh sách tiết mục Vòng 1: - Nguyễn Thu - "Tình yêu trên dòng sông quan họ" (Phan Lạc Hoa) - Hoàng Anh - "Giọt nắng bên thềm" (Thanh Tùng) - Vũ Chinh - "Huyền thoại mẹ" (Trịnh Công Sơn) Vòng 2: - Hoàng Anh - "Hà Nội đêm trở gió" (nhạc: Trọng Đài, lời: Trọng Đài, Chu Lai) - Nguyễn Thu - "Tàu anh qua núi" (Phan Lạc Hoa) Vòng 3: - Mỹ Linh, Hoàng Anh và Nguyễn Thu - "Tóc gió thổi bay" (Trần Tiến) | [ 26 ] [ 27 ] [ 28 ] [ 29 ]                  |
| 6   | 2 tháng 1 năm 2022   | Thanh Duy | 1. Phạm Thị Hồng Cúc (30.000.000 - 15.000.000 x2) 2. Nguyễn Thành An (35.000.000) 3. Võ Kim Shotika (25.000.000) | Danh sách tiết mục Vòng 1: - Hồng Cúc - "Hoa cúc" (Phạm Thị Hồng Cúc, hòa âm: Nguyễn Duy Anh) - Thành An - "Nghĩ về cha" (Nguyễn Nhất Huy) - Võ Kim - "Chờ người nơi ấy" (nhạc: Huy Tuấn, lời: Hà Quang Minh) Vòng 2: - Thành An - "Tình yêu còn đâu" (Duy Mạnh) - Hồng Cúc - "Em về tinh khôi" (Quốc Bảo) Vòng 3: - Thanh Duy và Hồng Cúc - "Lý ngựa ô" (Dân ca Nam Bộ) | [ 30 ] [ 31 ] [ 32 ] [ 33 ] [ 34 ]           |
| 7   | 9 tháng 1 năm 2022   | Quốc Đại | 1. Nguyễn Thị Mỹ Lâm (20.000.000 - 20.000.000 x1) 2. Phan Ngọc Hà (15.000.000) 3. Lê Thị Như Ngọc (30.000.000) | Danh sách tiết mục Vòng 1: - Mỹ Lâm - "Đêm Gành Hào nghe điệu hoài lang" (Vũ Đức Sao Biển) - Ngọc Hà - "Mẹ tôi" (Trần Tiến) - Như Ngọc - "Khi con là mẹ" (Khắc Hưng) Vòng 2: - Mỹ Lâm - "Có chàng trai viết lên cây" (Phan Mạnh Quỳnh) - Ngọc Hà - "Trái tim Việt Nam trong chiếc áo blouse" (Nguyễn Hậu) Vòng 3: - Quốc Đại và Mỹ Lâm - "Về miền Tây" (Tô Thanh Tùng) | [ 35 ] [ 36 ] [ 37 ] [ 38 ]                  |
| 8   | 16 tháng 1 năm 2022  | Kim Tử Long | 1. Lê Thị Phương (70.000.000 - 35.000.000 x2) 2. Nguyễn Thanh Hùng (20.000.000) 3. Trần Huỳnh Tấn (30.000.000) | Danh sách tiết mục Vòng 1: - Huỳnh Tấn - "Còn lại gì sau cơn mưa" (Bảo Thạch) - Lê Phương - "Nửa đêm ngoài phố" (Trúc Phương) - Thanh Hùng - "Biển nỗi nhớ và em" (thơ: Hữu Thỉnh, nhạc: Phú Quang) Vòng 2: - Lê Phương - "Chiều cuối tuần" (Trúc Phương) - Thanh Hùng - "Người mẹ của tôi" (Xuân Hồng) Vòng 3: - Kim Tử Long và Lê Phương - "Gõ cửa trái tim" (Vinh Sử) | [ 39 ] [ 40 ] [ 41 ] [ 42 ]                  |
| 9   | 23 tháng 1 năm 2022  | Ngọc Sơn | 1. Nguyễn Tấn Lộc (50.000.000 - 25.000.000 x2) 2. Nguyễn Nhựt Chiến (20.000.000) 3. Bùi Trung Hiếu (30.000.000) | Danh sách tiết mục Tiết mục của giám khảo khách mời: - Ngọc Sơn - "Ấm lại vòng tay" (Ngọc Sơn) Vòng 1: - Trung Hiếu - "Đi để trở về" (Tiên Cookie) - Nhựt Chiến - "Người đưa đò" (Võ Đảm) - Tấn Lộc - "Nỗi nhớ mùa đông" (Phú Quang) Vòng 2: - Nhựt Chiến - "Hoa nở không màu" (Nguyễn Minh Cường) - Tấn Lộc - "Thành phố tôi yêu" (Hoàng Hiệp) Vòng 3: - Ngọc Sơn và Tấn Lộc - "Đêm cuối" (Ngọc Sơn) | [ 43 ] [ 44 ] [ 45 ]                         |
| 10  | 30 tháng 1 năm 2022  | Thanh Hằng | 1. Hoàng Lương Đại (Yến Đại) (30.000.000 - 10.000.000 x3) 2. Trương Trung Thành (20.000.000) 3. Lại Đình Chiến (30.000.000) | Danh sách tiết mục Vòng 1: - Yến Đại - "Trở lại Bạc Liêu" (Vũ Đức Sao Biển) - Đình Chiến - "Lá xanh" (Hoàng Việt) - Trung Thành - "Tự nguyện" (Trương Quốc Khánh) Vòng 2: - Yến Đại - "Miền Tây quê tôi" (Cao Minh Thu) - Trung Thành - "Chỉ thế thôi" (Việt Đặng) Vòng 3: - Thanh Hằng và Yến Đại - "Gợi nhớ quê hương" (Thanh Sơn) | [ 46 ] [ 47 ] [ 48 ]                         |
| 11  | 6 tháng 2 năm 2022   | Tập đặc biệt | Tập đặc biệt | Tập đặc biệt | [ 49 ]                                       |
| 12  | 13 tháng 2 năm 2022  | Tập đặc biệt | Tập đặc biệt | Tập đặc biệt | [ 50 ]                                       |
| 13  | 20 tháng 2 năm 2022  | Ưng Hoàng Phúc (2) | 1. Thy Lư (10.000.000 - 10.000.000 x1) 2. Phạm Hồng Phúc (20.000.000) 3. Hà Ngọc Trường (40.000.000) | Danh sách tiết mục Vòng 1: - Hồng Phúc - "Mẹ ơi con sẽ về" (Phạm Hồng Phúc) - Ngọc Trường - "Gặp mẹ trong mơ" (Nhạc ngoại lời Việt) - Thy Lư - "Khát vọng" (Phạm Minh Tuấn) Vòng 2: - Hồng Phúc - "Ba thằng bạn" (Đình Văn) - Thy Lư - "Cơn mơ băng giá" (Lê Thành Trung) Vòng 3: - Vũ Quốc Việt và Thy Lư - "Hãy hát lên" (Vũ Quốc Việt) | [ 51 ] [ 52 ] [ 53 ] [ 54 ]                  |
| 14  | 27 tháng 2 năm 2022  | Gala tri ân lực lượng tuyến đầu chống dịch nhân ngày Thầy thuốc Việt Nam Danh sách tiết mục - Tốp ca Hát cho ngày mai - "Khúc ca ngành y" (lời: BS Chrưm Thanh Vòm, nhạc: Phạm Phước Nghĩa) - Huyền Trân - "Đời có bao nhiêu ngày vui" (Châu Đăng Khoa) - Minh Hiệu, Ngọc Minh, Quốc Pháp - "Đón bình minh" (Khắc Hưng) - Thanh Lam - "Vẫn mãi màu áo trắng" (Nguyễn Hồng Sơn, phối khí: Lưu Hà An) - Vũ Quốc Việt - "Cảm ơn đêm nay" (Vũ Quốc Việt) - Mỹ Linh - "Mỗi ngày tôi chọn một niềm vui" (Trịnh Công Sơn) - Mỹ Linh - "Hương ngọc lan" (Anh Quân) - Tạ Quang Thắng - "Tình yêu tựa mặt trời" (Tạ Quang Thắng) - Tạ Quang Thắng và tốp ca Hát cho ngày mai - "Sống như những đóa hoa" (Tạ Quang Thắng) | Gala tri ân lực lượng tuyến đầu chống dịch nhân ngày Thầy thuốc Việt Nam Danh sách tiết mục - Tốp ca Hát cho ngày mai - "Khúc ca ngành y" (lời: BS Chrưm Thanh Vòm, nhạc: Phạm Phước Nghĩa) - Huyền Trân - "Đời có bao nhiêu ngày vui" (Châu Đăng Khoa) - Minh Hiệu, Ngọc Minh, Quốc Pháp - "Đón bình minh" (Khắc Hưng) - Thanh Lam - "Vẫn mãi màu áo trắng" (Nguyễn Hồng Sơn, phối khí: Lưu Hà An) - Vũ Quốc Việt - "Cảm ơn đêm nay" (Vũ Quốc Việt) - Mỹ Linh - "Mỗi ngày tôi chọn một niềm vui" (Trịnh Công Sơn) - Mỹ Linh - "Hương ngọc lan" (Anh Quân) - Tạ Quang Thắng - "Tình yêu tựa mặt trời" (Tạ Quang Thắng) - Tạ Quang Thắng và tốp ca Hát cho ngày mai - "Sống như những đóa hoa" (Tạ Quang Thắng) | Gala tri ân lực lượng tuyến đầu chống dịch nhân ngày Thầy thuốc Việt Nam Danh sách tiết mục - Tốp ca Hát cho ngày mai - "Khúc ca ngành y" (lời: BS Chrưm Thanh Vòm, nhạc: Phạm Phước Nghĩa) - Huyền Trân - "Đời có bao nhiêu ngày vui" (Châu Đăng Khoa) - Minh Hiệu, Ngọc Minh, Quốc Pháp - "Đón bình minh" (Khắc Hưng) - Thanh Lam - "Vẫn mãi màu áo trắng" (Nguyễn Hồng Sơn, phối khí: Lưu Hà An) - Vũ Quốc Việt - "Cảm ơn đêm nay" (Vũ Quốc Việt) - Mỹ Linh - "Mỗi ngày tôi chọn một niềm vui" (Trịnh Công Sơn) - Mỹ Linh - "Hương ngọc lan" (Anh Quân) - Tạ Quang Thắng - "Tình yêu tựa mặt trời" (Tạ Quang Thắng) - Tạ Quang Thắng và tốp ca Hát cho ngày mai - "Sống như những đóa hoa" (Tạ Quang Thắng) | [ 55 ] [ 56 ] [ 57 ] [ 58 ]                  |
| 15  | 6 tháng 3 năm 2022   | Nguyễn Phi Hùng | 1. Nguyễn Văn Phước Chiến (30.000.000 - 15.000.000 x2) 2. Lê Bảo Yến (40.000.000) 3. Trần Hữu Tài (30.000.000) | Danh sách tiết mục Tiết mục mở màn: - Vũ Quốc Việt, Vin5, Nhắn - "Cảm ơn cuộc đời" (Vũ Quốc Việt) Vòng 1: - Hữu Tài - "Mưa phi trường" (Việt Anh) - Bảo Yến - "Hôm nay mẹ trực đêm" (Hoàng Hiệp) - Phước Chiến - "Lòng mẹ" (Ngọc Sơn) Vòng 2: - Bảo Yến - "Người Việt Nam yêu đất nước Việt Nam" (Anh Thúy) - Phước Chiến - "Mùa xuân gọi" (Trần Tiến) Vòng 3: - Nguyễn Phi Hùng và Phước Chiến - "Việt Nam ơi" (Minh Beta) | [ 59 ] [ 60 ] [ 61 ]                         |
| 16  | 13 tháng 3 năm 2022  | Quang Vinh | 1. Trương Thanh Phụng (105.000.000 - 35.000.000 x3) 2. Đào Nguyễn Phương Linh (15.000.000) 3. Dương Thành Kiên (30.000.000) | Danh sách tiết mục Vòng 1: - Thành Kiên - "Chân tình" (Văn Trường, Trần Lê Quỳnh) - Phương Linh - "Mùa xuân đầu tiên" (Văn Cao) - Thanh Phụng - "Phai dấu cuộc tình" (Nhạc ngoại) Vòng 2: - Phương Linh - "Cô gái đến từ hôm qua" (Trần Lê Quỳnh) - Thanh Phụng - "Từng yêu" (Nguyễn Đình Dũng) Vòng 3: - Quang Vinh và Thanh Phụng - "Miền cát trắng" (Lê Quang) | [ 62 ] [ 63 ] [ 64 ]                         |
| 17  | 20 tháng 3 năm 2022  | Ngọc Linh | 1. Trương Viết Hoàng (120.000.000 - 40.000.000 x3) 2. Nguyễn Thị Kim Chi (30.000.000) 3. Nguyễn Thị Tú Trinh (15.000.000) | Danh sách tiết mục Vòng 1: - Kim Chi - "Em đi qua cầu cây" (Lê Quang Lộc) - Tú Trinh - "Chiều hạ vàng" (Nguyễn Bá Nghiêm) - Viết Hoàng - "Huế, tình yêu của tôi" (nhạc: Trương Tuyết Mai, lời: Đỗ Thị Thanh Bình) Vòng 2: - Viết Hoàng - "Thành Huế chúng mình thương" (Hoàng Sông Hương) - Kim Chi - "Một đời người một rừng cây" (Trần Long Ẩn) Vòng 3: - Viết Hoàng và Ngọc Linh - "Quỳnh hương" (Trịnh Công Sơn) | [ 65 ] [ 66 ] [ 67 ] [ 68 ]                  |
| 18  | 27 tháng 3 năm 2022  | Lê Minh | 1. Nguyễn Quốc Khánh (15.000.000 - 15.000.000 x1) 2. Nguyễn Lê Bảo (25.000.000) 3. Lê Phước Lộc (30.000.000) | Danh sách tiết mục Vòng 1: - Quốc Khánh - "Ôi quê tôi" (Lê Minh Sơn) - Phước Lộc - "Người mẹ" (Nguyễn Ngọc Thiện) - Lê Bảo - "Mặt Trời bé con" (Trần Tiến) Vòng 2: - Quốc Khánh - "Tâm hồn của đá" (Trần Lập) - Lê Bảo - "Mái nhà xưa yêu dấu (Donna Donna)" (Nhạc Pháp lời Việt: Trần Tiến) Vòng 3: - Lê Minh, Lê Bảo, Vũ Quốc Việt và Quốc Khánh - "Tìm lại" (Microwave) | [ 69 ] [ 70 ] [ 71 ] [ 72 ]                  |
| 19  | 3 tháng 4 năm 2022   | Phương Thanh (2) | 1. Thái Thị Tuyết Ngân (90.000.000 - 30.000.000 x3) 2. Nguyễn Tấn Phát (10.000.000) 3. Đặng Hoàng Huy (35.000.000) | Danh sách tiết mục Vòng 1: - Tấn Phát - "Còn thương rau đắng mọc sau hè" (Bắc Sơn) - Hoàng Huy - "Chỉ tình yêu ở lại" (Quang Thái) - Tuyết Ngân - "Tình yêu màu nắng" (Phạm Thanh Hà) Vòng 2: - Tấn Phát - "Cha (MTV)" (Anh Tuấn (MTV)) - Tuyết Ngân - "Ngày chưa giông bão" (Phan Mạnh Quỳnh) Vòng 3: - Phương Thanh và Tuyết Ngân - "Hoang mang" (Võ Hoài Phúc) | [ 73 ] [ 74 ] [ 75 ] [ 76 ] [ 77 ] [ 78 ]    |
| 20  | 10 tháng 4 năm 2022  | Quang Hà | 1. Vòng Trung Hiếu (45.000.000 - 15.000.000 x3) 2. Lê Quang Mỹ (20.000.000) 3. Đặng Hoàng An (25.000.000) | Danh sách tiết mục Vòng 1: - Trung Hiếu - "Hồ trên núi" (Phó Đức Phương) - Quang Mỹ - "Vì đó là em" (Diệu Hương) - Hoàng An - "Anh về miền Tây" (Minh Vy) Vòng 2: - Trung Hiếu - "Vô cùng" (thơ: Huỳnh Tuấn Anh, nhạc: Võ Hoài Phúc) - Quang Mỹ - "Vầng trăng cô đơn" (Ngọc Sơn) Vòng 3: - Quang Hà và Trung Hiếu - "Ngỡ" (Khắc Việt) | [ 81 ] [ 82 ] [ 83 ] [ 84 ]                  |
| 21  | 17 tháng 4 năm 2022  | Giang Hồng Ngọc | 1. Lê Tuấn Anh (75.000.000 - 25.000.000 x3) 2. Nguyễn Thị Mẫn (20.000.000) 3. Lê Ngọc Xuân Thư (10.000.000) | Danh sách tiết mục Vòng 1: - Nguyễn Mẫn - "Bông hồng cài áo" (Thích Nhất Hạnh, soạn nhạc: Phạm Thế Mỹ) - Tuấn Anh - "Bài tình ca cho em" (Ngô Thụy Miên) - Xuân Thư - "Hồn quê" (Thanh Sơn) Vòng 2: - Nguyễn Mẫn - "Khi đã yêu" (Phượng Linh) - Tuấn Anh - "Phôi pha" (Trịnh Công Sơn) Vòng 3: - Tuấn Anh và Giang Hồng Ngọc - "Hiu hắt đời nhau" (Lê Vũ) | [ 85 ] [ 86 ] [ 87 ] [ 88 ] [ 89 ]           |
| 22  | 24 tháng 4 năm 2022  | Trịnh Thăng Bình | 1. Đặng Thị Trà My (25.000.000 - 25.000.000 x1) 2. Võ Dương Hương Quỳnh (30.000.000) 3. Phạm Thị Hạnh Dung (20.000.000) | Danh sách tiết mục Vòng 1: - Trà My - "Giấc mơ trưa" (Giáng Son) - Hạnh Dung - "Dấu chấm hỏi" (Thế Hiển) - Hương Quỳnh - "Tôi thấy hoa vàng trên cỏ xanh" (Châu Đăng Khoa) Vòng 2: - Trà My - "Xin lỗi" (Hồ Tiến Đạt) - Hương Quỳnh - "Nếu anh đi" (Khắc Hưng) Vòng 3: - Trà My và Trịnh Thăng Bình - "Tâm sự tuổi 30" (Trịnh Thăng Bình) | [ 90 ] [ 91 ] [ 92 ] [ 93 ]                  |
| 23  | 1 tháng 5 năm 2022   | Hoàng Bách | 1. Dương Văn Bình (80.000.000 - 40.000.000 x2) 2. Trang Thị Kim Loan (15.000.000) 3. Phạm Văn Huệ (10.000.000) | Danh sách tiết mục Vòng 1: - Kim Loan - "Áo mới Cà Mau" (Thanh Sơn) - Văn Bình - "Kathy Kathy" (Đức Trí) - Văn Huệ - "Mưa trên phố Huế" (Minh Kỳ) Vòng 2: - Kim Loan - "Mẹ yêu" (Phương Uyên) - Văn Bình - "Dòng máu Lạc Hồng" (Lê Quang) Vòng 3: - Hoàng Bách và Văn Bình - "Vệt nắng cuối trời" (Phùng Tiến Minh) | [ 94 ] [ 95 ] [ 96 ]                         |
| 24  | 8 tháng 5 năm 2022   | Hồ Quang Hiếu | 1. Nguyễn Đức Tính (0 - 0 x2) 2. Nguyễn Trúc Quỳnh (35.000.000) 3. Phạm Tâm Tuấn Khương (20.000.000) | Danh sách tiết mục Vòng 1: - Tuấn Khương - "Nếu một mai tôi bay lên trời" (Hứa Kim Tuyền) - Trúc Quỳnh - "Ai chung tình được mãi" (Đinh Tùng Huy) - Đức Tính - "Nơi ấy còn tìm về" (Phan Mạnh Quỳnh) Vòng 2: - Trúc Quỳnh - "Để cho em khóc" (Phúc Trường) - Đức Tính - "Lá cờ" (Tạ Quang Thắng) Vòng 3: - Hồ Quang Hiếu và Đức Tính - "Đổi thay" (Bảo Thạch) | [ 97 ] [ 98 ] [ 99 ] [ 100 ] [ 101 ] [ 102 ] |
| 25  | 15 tháng 5 năm 2022  | Đức Huy | 1. Hà Thị Thu Hương (45.000.000 - 15.000.000 x3) 2. Hoàng Tuấn Vũ (25.000.000) 3. Dương Chí Lực (40.000.000) | Danh sách tiết mục Vòng 1: - Chí Lực - "Thuyền và biển" (nhạc: Hữu Xuân, thơ: Xuân Quỳnh) - Thu Hương - "Quê hương tuổi thơ tôi" (Từ Huy) - Tuấn Vũ - "Thành phố mưa bay" (Bằng Giang) Vòng 2: - Thu Hương - "Hãy yêu nhau đi" (Trịnh Công Sơn) - Tuấn Vũ - "Một cõi tình phai" (Ngô Thụy Miên) Vòng 3: - Đức Huy và Thu Hương - "Như đã dấu yêu" (Đức Huy) | [ 103 ] [ 104 ] [ 105 ] [ 106 ] [ 107 ]      |
| 26  | 22 tháng 5 năm 2022  | Trương Thế Vinh | 1. Trần Tiến Tùng (75.000.000 - 25.000.000 x3) 2. Huỳnh Quang Khải (15.000.000) 3. Sầm Văn Đống (30.000.000) | Danh sách tiết mục Vòng 1: - Văn Đống - "Cô hàng xóm" (Lê Minh Bằng, Giang Minh Sơn) - Quang Khải - "Người yêu cô đơn" (Đài Phương Trang) - Tiến Tùng - "Tháng Tư là lời nói dối của em" (Phạm Toàn Thắng) Vòng 2: - Quang Khải - "Cánh hồng phai" (Dương Khắc Linh) - Tiến Tùng - "Bước qua nhau" (Vũ) Vòng 3: - Trương Thế Vinh và Tiến Tùng - "Tình yêu hoa gió" (Nguyễn Hồng Thuận) | [ 110 ] [ 111 ] [ 112 ]                      |
| 27  | 29 tháng 5 năm 2022  | Tăng Phúc | 1. Nguyễn Quang Nhật (30.000.000 - 10.000.000 x3) 2. Đinh Tấn Quỳnh (40.000.000) 3. Nguyễn Ngọc Ánh (35.000.000) | Danh sách tiết mục Vòng 1: - Ngọc Ánh - "Thằng Cuội" (Lê Thương) - Quang Nhật - "Cả một trời thương nhớ" (Nguyễn Minh Cường) - Tấn Quỳnh - "Vì yêu" (Xuân Hiếu) Vòng 2: - Quang Nhật - "Chưa bao giờ" (Tiên Tiên) - Tấn Quỳnh - "Tình em là đại dương" (Duy Mạnh) Vòng 3: - Tăng Phúc và Quang Nhật - "Đừng chờ anh nữa" (Huỳnh Quốc Huy) | [ 113 ] [ 114 ] [ 115 ] [ 116 ]              |
| 28  | 5 tháng 6 năm 2022   | Quốc Thiên | 1. Vũ Thanh Tuấn (50.000.000 - 25.000.000 x2) 2. Ngô Văn Tài (30.000.000) và Nguyễn Thái Duy (35.000.000) | Danh sách tiết mục Vòng 1: - Thái Duy - "Vết chân tròn trên cát" (Trần Tiến) - Văn Tài - "Trái tim tình si" (Vũ Quốc Việt) - Thanh Tuấn - "Chiếc khăn piêu" (Doãn Nho) Vòng 2: - Văn Tài - "Em về kẻo trời mưa" (Ngân Giang) - Thái Duy - "Những nẻo đường phù sa" (Bảo Phúc) - Thanh Tuấn - "Quê nhà" (Trần Tiến) Vòng 3: - Quốc Thiên và Thanh Tuấn - "Chia cách bình yên" (Huỳnh Quốc Huy) | [ 117 ] [ 118 ] [ 119 ]                      |
| 29  | 12 tháng 6 năm 2022  | Hà Thu Hamlet Trương | 1. Nguyễn Thành Trung (30.000.000 - 10.000.000 x3) 2. Ngô Thị Kim (35.000.000) 3. Đào Thị Hậu (15.000.000) | Danh sách tiết mục Vòng 1: - Ngô Kim - "Bậu ơi đừng khóc" (Hamlet Trương) - Thành Trung - "Mùa xuân bên cửa sổ" (Xuân Hồng - Song Hảo) - Đào Hậu - "Chiều lên bản Thượng" (Lê Dinh) Vòng 2: - Ngô Kim - "Nỗi buồn hoa phượng" (Thanh Sơn) - Thành Trung - "Ơi cuộc sống mến thương" (Nguyễn Ngọc Thiện) Vòng 3: - Hà Thu và Thành Trung - "Hoa bằng lăng" (Jimmy Nguyễn) | [ 120 ] [ 121 ] [ 122 ]                      |
| 30  | 19 tháng 6 năm 2022  | Lâm Vỹ Dạ Trung Quân Idol | 1. Ngô Trí Thành (25.000.000 - 25.000.000 x1) 2. Bá Kiệt (20.000.000) 3. Lê Ngọc Diệp (35.000.000) | Danh sách tiết mục Vòng 1: - Bá Kiệt - "Về đi em" (Trần Tiến) - Ngọc Diệp - "Sắc màu" (Trần Tiến) - Trí Thành - "Ước mơ của mẹ" (Hứa Kim Tuyền) Vòng 2: - Bá Kiệt - "Khám phá" (Trần Lập) - Trí Thành - "Bản tình ca đầu tiên" (Duy Khoa) Vòng 3: - Trung Quân Idol và Trí Thành - "Trót yêu" (Ái Phương) | [ 123 ] [ 124 ] [ 125 ]                      |
| 31  | 26 tháng 6 năm 2022  | Khánh Phương Kyo York | 1. Trương Văn Dũng (45.000.000 - 15.000.000 x3) 2. Huỳnh Quang Nhật Long (35.000.000) 3. Đàm Lê Hà Giang (40.000.000) và Nguyễn Tuệ Nguyên Tâm (25.000.000) | Danh sách tiết mục Vòng 1: - Văn Dũng - "Bệnh viện G khúc hát lên đường" (Bác sĩ Nguyễn Tấn Dũng) - Hà Giang - "Nếu anh không về" (Phạm Trường, lời thơ: Vũ Tuấn) - Nguyên Tâm - "Một mình" (Lam Phương) - Nhật Long - "Còn ta với nồng nàn" (Quốc Bảo) Vòng 2: - Văn Dũng - "Giấc mơ Chapi" (Trần Tiến) - Nhật Long - "Biển cạn" (Kim Tuấn) Vòng 3: - Khánh Phương và Văn Dũng - "Chiếc khăn gió ấm" (Nguyễn Văn Chung) | [ 126 ] [ 127 ] [ 128 ] [ 129 ]              |
| 32  | 3 tháng 7 năm 2022   | Thanh Ngọc Lâm Vỹ Dạ (2) | 1. Võ Trần Nguyên Duy (30.000.000 - 15.000.000 x2) 2. Trần Thị Thủy (30.000.000) 3. Hoàng Thị Phú Bằng (25.000.000) | Danh sách tiết mục Tiết mục của khách mời: - Thanh Ngọc - "Tình yêu đến trong giã từ" (Nguyễn Ánh 9) Vòng 1: - Phú Bằng - "Nhớ đêm giã bạn" (Nguyễn Tiến) - Trần Thủy - "Diễm xưa" (Trịnh Công Sơn - Guitar: Chồng của Trần Thị Thủy) - Nguyên Duy - "Hạnh phúc nghề y" (Thúy Nguyễn) Vòng 2: - Trần Thủy - "Buồn" (Y Vân) - Nguyên Duy - "Tháng mấy em nhớ anh" (Nguyễn Minh Cường) Vòng 3: - Lâm Vỹ Dạ và Nguyên Duy - "Cô bé mùa đông" (Phạm Toàn Thắng, hỗ trợ: Vũ Quốc Việt) | [ 130 ] [ 131 ] [ 132 ] [ 133 ]              |
| 33  | 10 tháng 7 năm 2022  | Đức Huy Giang Hồng Ngọc Quang Hà Vũ Quốc Việt | Gala đặc biệt Danh sách tiết mục - Nguyễn Lê Bảo - "Ngẫu hứng sông Hồng" (Trần Tiến) - Huỳnh Quang Nhật Long - "Đôi chân trần" (Y Phôn Ksor, hỗ trợ: Vũ Quốc Việt) - Hồ Quốc Pháp - Mashup "Vài lần đón đưa" - "Người hãy quên em đi" (Trần Lê, Khắc Hưng) - Võ Thị Út Mười - "Cha và con gái" (Nguyễn Văn Chung) - Chu Văn Huân và League Team - Tiết mục nhảy - Quang Hà và Nguyễn Lê Bảo - "Trăm năm không quên" (Đức Thịnh) - Giang Hồng Ngọc và Võ Thị Út Mười - "Chiều cuối tuần" (Trúc Phương) | Gala đặc biệt Danh sách tiết mục - Nguyễn Lê Bảo - "Ngẫu hứng sông Hồng" (Trần Tiến) - Huỳnh Quang Nhật Long - "Đôi chân trần" (Y Phôn Ksor, hỗ trợ: Vũ Quốc Việt) - Hồ Quốc Pháp - Mashup "Vài lần đón đưa" - "Người hãy quên em đi" (Trần Lê, Khắc Hưng) - Võ Thị Út Mười - "Cha và con gái" (Nguyễn Văn Chung) - Chu Văn Huân và League Team - Tiết mục nhảy - Quang Hà và Nguyễn Lê Bảo - "Trăm năm không quên" (Đức Thịnh) - Giang Hồng Ngọc và Võ Thị Út Mười - "Chiều cuối tuần" (Trúc Phương) | [ 134 ]                                      |

## Đón nhận
Sau hai tập phát sóng đầu tiên, Hát cho ngày mai đã được đón nhận tích cực; nhiều khán giả đã để lại bên dưới video các tập phát sóng những bình luận nhằm bày tỏ lòng biết ơn tới lực lượng tuyến đầu chống dịch. Theo báo Thanh Niên, vì ý nghĩa nhân văn và thiết thực của chương trình mà ban tổ chức cũng nhận được rất nhiều cuộc gọi đăng ký tham gia.
Một bài viết trên báo Tiền Phong cho rằng thành công của chương trình không đơn thuần xuất phát từ mong muốn tôn vinh lực lượng tuyến đầu chống dịch, mà còn từ những câu chuyện ý nghĩa và nhân văn của những thí sinh tham gia – những câu chuyện mà không ít lần lấy đi nhiều nước mắt khán giả. Bài viết thống kê rằng qua 33 tập phát sóng, chương trình đã trao hơn 3 tỷ đồng cho các thí sinh, giúp họ tiếp tục công việc trao yêu thương cho những mảnh đời khó khăn. Hơn thế nữa, Quyền Linh còn thay mặt chương trình và nhà tài trợ để trao nhiều phần quà cho các thí sinh có hoàn cảnh khó khăn đã tham gia chương trình.
Trao đổi với truyền thông sau khi chương trình kết thúc, Quyền Linh chia sẻ đây là một chương trình đã đem đến năng lượng tích cực để giúp họ vơi đi những nỗi đau mất mát mà họ gặp phải trong đại dịch. Ngoài ra, nhiều thí sinh cũng đã bày tỏ tình cảm của mình sau khi tham gia chương trình. Báo Pháp Luật Thành phố Hồ Chí Minh khẳng định chương trình đã giúp người xem nhận ra được giá trị của tình thương, tinh thần đoàn kết của người Việt Nam trong đại dịch, đúng như sứ mệnh ban đầu của chương trình là "Chia sẻ yêu thương".

### Ảnh hưởng
Sau khi mùa đầu tiên khép lại, những giá trị nhân văn từ chương trình vẫn được các thí sinh lan tỏa và nhân rộng. Theo VNEconomy, số tiền thưởng nhận được từ chương trình được họ chia sẻ cho những hoàn cảnh khó khăn ngoài xã hội bằng tinh thần "tương thân, tương ái" của mình.

### Giải thưởng
Bên cạnh việc được đề cử tại giải Mai Vàng lần thứ 28 (2022), chương trình cũng giúp Quyền Linh được Bộ Văn hóa, Thể thao và Du lịch vinh danh là Nghệ sĩ vì cộng đồng năm 2022.
| Năm  | Giải thưởng              | Hạng mục                                     | Đề cử cho    | Kết quả | TK                      |
| ---- | ------------------------ | -------------------------------------------- | ------------ | ------- | ----------------------- |
| 2022 | Giải Mai Vàng lần thứ 28 | Chương trình trên nền tảng số và truyền hình | Chương trình | Đề cử   | [ 141 ]                 |
| 2022 | Giải Mai Vàng lần thứ 28 | Người dẫn chương trình truyền hình           | Quyền Linh   | Đề cử   | [ 142 ] [ 143 ] [ 144 ] |